# テーブス流河
テーブス 流河（テーブス るか）は、兵庫県神戸市出身のバスケットボール選手。ポジションはポイントガード。父はバスケットボール指導者のBT・テーブス、兄はプロバスケットボール選手のテーブス海。

## 経歴

### 高校時代
報徳学園高等学校では1年時から出場機会を得て、同年冬の第73回全国高等学校バスケットボール選手権大会（ウインターカップ）に出場した。2年夏の令和3年度全国高等学校総合体育大会（インターハイ）にも出場し、主力として活躍。同大会終了後にアメリカ留学を決断し、かつて兄の海が在学していたノースフィールド・マウントハーモン・スクールへ編入した。
2022年より、ザ・ニューマン・スクールへ転校した。

### 米大学への推薦
2021年9月にNCAAディビジョンIのペンシルベニア大学からオファーを受けたことを発表した。その後もコロンビア大学、コルゲート大学など、合計9つの大学からオファーを受けた。最終的に、強豪アトランティック・コースト・カンファレンス（ACC）に所属するボストンカレッジにコミットした。